# コムチュア
コムチュア株式会社（英: COMTURE CORPORATION）は、東京都品川区大崎に本社を置く日本のソフトウェア会社。JPX日経中小型株指数の構成銘柄の一つ。

## 概要
独立系のシステムインテグレーターで、クラウドサービスの開発や導入支援をはじめとした、ITソリューション事業を手がけている。

## 沿革
- 1985年1月 - 向浩一が東京都港区三田に資本金600万円にて株式会社日本コンピューターテクノロジーを設立、ソフトウェア開発を開始
- 1990年5月 - ネットワーク運用サービス事業を開始
- 1991年2月 - 本社を東京都港区芝に移転
- 1995年4月 - グループウェアソリューション事業を開始
- 1996年4月 - ERPソリューション事業を開始
- 1998年3月 - 東京都港区芝にシステムセンタを開設
- 1999年4月 - Webソリューション事業を開始
- 2000年7月 - サーバセンタを開設し、マネージドサービスを開始
- 2002年1月 - 商号をコムチュア株式会社に変更
- 2004年2月
  - 本社とシステムセンタを統合し、本社を東京都品川区大崎に移転
  - MSPセンタ（東京都港区芝）を開設
  - 大阪市西区に大阪営業所を開設
  - 財団法人情報処理開発協会からプライバシーマークの使用を許諾
- 2004年9月 - ISO9001認証を取得 対象：一括請負業務
- 2004年10月 - ソニーグローバルソリューションズ株式会社から、グループウェアパッケージソフト「CNAP」に関する諸権利を取得、販売を開始
- 2006年7月 - 日本アイ･ビー･エム株式会社とIBM OEMソフトウェア契約を締結
- 2006年8月 - SAPジャパン株式会社とSAPサービス・パートナー契約を締結
- 2007年3月 - ジャスダック証券取引所株式上場
- 2007年7月 - 株式会社ピクシス情報技術研究所からCRM/SFA事業を譲り受け、営業を開始
- 2007年9月 - 「コムチュアAssist UI」の販売を開始
- 2007年12月 - 「コムチュアCRMセレクト」の販売を開始
- 2009年3月 - BlackBerry®スマートフォンとLotus Notesの連携ソリューションの販売を開始
- 2009年5月 - マッシュアップでアプリケーション開発、日本初の専任チームを設立
- 2009年11月 - 「CNAP Workflow Pro for Domino」、「コムチュアCRMセレクト」新版の発売を開始
- 2010年7月 - Lotus Notes - BlackBerry連携アプリケーション『外でもLotus Notes』販売開始
- 2011年2月 - 株式会社セールスフォース・ドットコムとフィールドサービス分野でOEMパートナー契約を締結
- 2011年2月 - コムチュアネットワーク株式会社設立
- 2011年4月 - コムチュアマーケティング株式会社設立
- 2012年11月 - 東京証券取引所市場第二部株式上場
- 2013年11月 - 東京証券取引所市場第一部株式上場
- 2014年4月 - 株式会社コスモネットを連結子会社化
- 2015年1月 - 日本ブレインズウエア株式会社及び株式会社シー・エー・エムを連結子会社化
- 2015年4月 - 株式会社コスモネットおよび株式会社シー・エー・エムを吸収合併
- 2016年4月
  - ジェイモードエンタープライズ株式会社を連結子会社化
  - コムチュアデータサイエンス株式会社を設立
- 2016年10月 - 株式会社コメットを連結子会社化
- 2016年12月 - 名古屋営業所開設（旧 アクロス株式会社）
- 2017年9月 - 連結子会社のジェイモードエンタープライズ株式会社を情報環境ソリューションズ株式会社の連結子会社へ異動（株式譲渡）
- 2018年10月 - 日本ブレインズウエア株式会社を吸収合併及び株式会社コメットをコムチュアネットワーク株式会社に吸収合併
- 2019年4月 - ユーエックス・システムズ株式会社を連結子会社化
- 2020年10月 - ユーエックス・システムズ株式会社をコムチュアネットワーク株式会社に統合
- 2021年3月 - キヤノン株式会社よりエディフィストラーニング株式会社の全株式を取得して連結子会社化。
- 2022年4月 - 東京証券取引所プライム市場株式上場
- 2022年4月 - ソフトウエアクリエイション株式会社を連結子会社化
- 2023年1月 - タクトシステムズ株式会社とタクトビジネスソフト株式会社を連結子会社化
- 2023年10月 - タクトビジネスソフト株式会社をタクトシステムズ株式会社に吸収合併
- 2024年4月 - ソフトウエアクリエイション株式会社を吸収合併
- 2025年4月 - タクトシステムズ株式会社を吸収合併
- 2025年4月 - 長岡事業所を新設
- 2025年6月 - 株式会社ヒューマンインタラクティブテクノロジーを連結子会社化（予定）

## 関連会社
- コムチュアネットワーク株式会社
- コムチュアマーケティング株式会社
- コムチュアデータサイエンス株式会社
- エディフィストラーニング株式会社
- 株式会社ヒューマンインタラクティブテクノロジー（予定）